# Bombardeo accidental de Bélgorod
El bombardeo accidental de Bélgorod fue un incidente que tuvo lugar la noche del 20 de abril de 2023, cuando un caza ruso Su-34 accidentalmente dejó caer una bomba sobre la ciudad rusa de Bélgorod, cerca de la frontera con Ucrania. Las autoridades rusas reconocieron el hecho, declarando los daños causados en la ciudad y que tres personas habían resultado heridas.

## Antecedentes
El Óblast de Bélgorod y su centro administrativo, la ciudad de Bélgorod, que limitan con Ucrania, han sido objeto de varios bombardeos y ataque armados ucranianos desde el comienzo de la invasión rusa de Ucrania en febrero de 2022, además aviones militares rusos sobrevuelan regularmente la ciudad en su camino a Ucrania.
Las autoridades de las regiones rusas fronterizas con Ucrania (los óblasts de Bélgorod, Briansk y Kursk) informan periódicamente sobre bombardeos, que provocan destrucción y víctimas. Las autoridades regionales afirman que los ataques se llevan a cabo desde el lado ucraniano mientras que las autoridades ucranianas no han respondido a estas acusaciones.

## Incidente
En los canales rusos de Telegram apareció un vídeo de una cámara de vigilancia que supuestamente muestra el momento de la explosión en Bélgorod. En las imágenes en blanco y negro, primero se escucha un sonido parecido a un silbido, seguido del silencio. La bomba cayó en un cruce de dos calles no lejos del centro de la ciudad y al lado de varios edificios residenciales. Unos segundos más tarde se produce una fuerte explosión. Según se cree, el artefacto explosivo quedó enterrado primero en el suelo y solo luego explotó.
Según el Ministerio de Defensa de Rusia, «alrededor de las 22:15h (MSK) del 20 de abril, cuando un avión Su-34 de las Fuerzas Aeroespaciales Rusas sobrevolaba la ciudad de Bélgorod, se produjo una descarga accidental de munición de aviación». El comunicado del Ministerio de Defensa no específica qué tipo de bomba cayó sobre la ciudad ni las causas exactas de la caída de la bomba.
El gobernador del óblast de Bélgorod, Viacheslav Gladkov, dijo anteriormente en Telegram que se había producido una explosión en el centro de la ciudad, se formó un cráter de 20 metros de diámetro y varios automóviles y edificios resultaron dañados.

## Daños y heridos
La explosión de la bomba creó un gran cráter con un diámetro de 40 metros. Imágenes de vídeo del lugar de la explosión mostraban montones de hormigón en la calle, varios coches dañados y un edificio con las ventanas rotas. Una toma muestra lo que parece ser un automóvil boca abajo sobre el techo de una tienda.
Al día siguiente, Viacheslav Gladkov informó en su cuenta oficial de Telegram que tres personas habían resultado heridas en la explosión, aunque sus heridas no ponían en peligro sus vidas. Gladkov también dijo «Gracias a Dios que no hay muertos» y añadió que el edificio de apartamentos fue evacuado por la noche. El alcalde de la ciudad, Valentín Demidov, dijo que varios apartamentos resultaron dañados por la explosión y que sus residentes habían sido trasladados temporalmente a hoteles.
Posteriormente, se encontró otro explosivo en el mismo barrio, lo que provocó la evacuación de 3000 vecinos de diecisiete edificios de viviendas de los alrededores hasta que el explosivo fue retirado y detonado.